# Tabuina
Genre
Tabuina est un genre d'araignées aranéomorphes de la famille des Salticidae.

## Distribution
Les espèces de ce genre sont endémiques de Nouvelle-Guinée orientale en Papouasie-Nouvelle-Guinée,.

## Liste des espèces
Selon World Spider Catalog (version 21.5, 25/11/2020) :
- Tabuina baiteta Maddison, 2009
- Tabuina varirata Maddison, 2009

## Publication originale
- Maddison, 2009 : « New cocalodine jumping spiders from Papua New Guinea (Araneae: Salticidae: Cocalodinae). » Zootaxa, no 2021, p. 1-22.